# Armand Pinsard
Armand Pinsard (28. května 1887, Nercillac – 10. května 1953, Ceyzeriat) byl osmým nejúspěšnějším francouzským stíhacím pilotem první světové války s celkem 27 uznanými a 6 pravděpodobnými sestřely.
8. února 1915 byl Pinsard nucen přistát na nepřátelském území a byl zajat. O rok později se mu podařilo utéci a opět se připojit k francouzskému letectvu. Sloužil postupně u escadrille N.26, N.78 a SPA.23. Ve funkci velitele N.26 se stal prvním pilotem, který dostal k dispozici nový stíhací letoun SPAD S.VII (č. S 122) a to 23. srpna 1916. Do prvního souboje se s novým letounem dostal o tři dny později, ale prvního ověřeného sestřelu s ním dosáhl až 1. listopadu 1916.
Byl 26. nejúspěšnějším specialistou na sestřelování balónů ze všech letců první světové války – z jeho 27 sestřelů bylo 9 balónů.
Během války získal mimo jiné tato vyznamenání: Médaille militaire, Légion d'honneur, Croix de Guerre a britský Military Cross.
Během druhé světové války sloužil u Groupe de Chasse 21, kde byl 6. června 1940 zraněn a následně přišel o nohu.